# Onthophagus bimarginatus
Onthophagus bimarginatus là một loài bọ cánh cứng trong họ Bọ hung (Scarabaeidae).